# Литовское национальное радио и телевидение
Литовское национальное радио и телевидение (сокр. ЛРТ; лит. Lietuvos nacionalinis radijas ir televizija, LRT) — публичное учреждение Литвы осуществляющее теле- и радиовещание.

## История

### «Государственный радиофон» (1929—1940)
12 июня 1926 года начала регулярное вещание радиостанция в Каунасе. В 1929 году образована радиокомпания «Государственный радиофон» (лит. Valstybės radiofonas).

### Радиокомитет Литовской ССР (1940—1957)
26 октября 1940 года Государственный радиофон преобразован в Комитет по радиофикации и радиовещанию при Совете народных комиссаров Литовской ССР (Радиокомитет Литовской ССР) и включён в состав Всесоюзного комитета по радиофикации и радиовещанию СССР, радиоканал был переименован в Литовское радио (Lietuvos radijas). В июне 1941 года на короткое время (около 2 недель) восстановлен Государственный радиофон, потом на его основе созданы два учреждения — «Landessender Kauen» и «Landessender Wilna» в составе «Reichsrundfunk GmbH». В июле 1944 года восстановлен Комитет по радиофикации и радиовещанию при СНК Литовской ССР. В июне 1953 года он переведён в подчинение Министерства культуры и стал Главным управлением радиоинформации Министерства культуры Литовской ССР.

### Радиоуправление Литовской ССР (1953—1957)
В 1953 году Радиокомитет Литовской ССР был реорганизован в Главной управление радиоинформации Министерства культуры Литовской ССР (Радиоуправление Литовской ССР). В 1956 году оно запустило Вторую программу Литовского радио (Lietuvos radijo antroji programa), Литовское радио было переименовано в Первую программу Литовского радио (Lietuvos radijo pirmoji programa). В феврале 1957 года образована Вильнюсская телевизионная студия, 30 апреля того же года Радиоуправление Литовской ССР запустило — «Литовское телевидение» (LTV).

### Гостелерадио Литовской ССР (1957—1990)
В июне 1957 года Главное управление по радиовещанию и Вильнюсская телевизионная студия объединены в Комитет по радиовещанию и телевидению при Совете министров Литовской ССР (с 1970 года — Государственный комитет по телевидению и радиовещанию Литовской ССР, Гостелерадио Литовской ССР).

### Литовское радио и телевидение (1990—1996)
В марте 1990 года комитет был переименован в «Литовское радио и телевидение» (Lietuvos radijas ir televizija, LRT, ЛРТ), Первая программа Литовского радио была переименована в LR 1, Вторая программа Литовского радио в LR 2.
11―13 января 1991 года студия ЛРТ была захвачена войсками спецназа гарнизона Альфы. Литовское телевидение вещало до того момента, пока в студии новостей находилась журналистка Эгле Бучелите. Вечером 13 января при штурме литовской телебашни погибло 15 человек. C 1 января 1993 года ЛРТ является членом Европейского вещательного союза. В том же году лишилась монополии на телевидение (до этого делила её только с Гостелерадио СССР) — были запущены первые частные телеканалы TV3 и BTV. В 1995 году LRT запустило радиоканал LR 3.

### Литовское национальное радио и телевидение (с 1996)
Литовское национальное радио и телевидение учреждено Законом о Литовском национальном радио и телевидении от 8 октября 1996 года как преемник Литовского радио и телевидения, в том же году LR 3 был закрыт. Несмотря на изменение названия, сокращение «ЛРТ» оставлено прежнее. В 1998 году LTV был переименован в LRT. 16 февраля 2003 года LRT запустил телеканал LTV 2, LR 1 было переименован в LRT Radijas, LR 2 — LRT Klasika. 1 сентября 2006 года LRT запустила радиоканал LRT Opus, 23 сентября 2007 года — международный спутниковый телеканал LTV World, В 2008 году — HD-канал LRT HD. В 2012 году LTV 2 был переименован в LRT Kultūra, LRT World в LRT Lituanica.

## Руководство и финансирование
ЛРТ имеет статус публичного учреждения, принадлежащего государству на праве собственности.

### Руководители
- Антанас Суткус (1929—1934)
- Юозас Белюнас[лит.] (1934—1938)
- Эдвардас Забараускас[лит.] (1938—1940)
- Юозас Банайтис (1940—1941)
- Петрас Бабицкас (1941)
- Юозас Балтушис (1945—1946)
- Мира Бордонайте (1946—1951)
- Фридис Крастинис (1951—1953)
- Йонас Януйтис (1953—1987)
- Юозас Куолялис (1987—1989)
- Домийонас Шнюкас[лит.] (1989—1990)
- Скирмантас Валюлис[лит.] (1990—1992)
- Лаймонас Тапинас (1992—1995)
- Юозас Невераускас (1995—1996)
- Витаутас Кветкаускас[лит.] (1996—1997)
- Даля Кутрайте[лит.] (1997)
- Арвидас Ильгинис[лит.] (1997—1999)
- Альгирдас Тракимавичюс (1999—2000)
- Ваидотас Жукас[лит.] (2000—2001)
- Юрате София Лаучюте[лит.] (2001)
- Валентинас Милакнис[лит.] (2001—2003)
- Кестутис Петраускис[лит.] (2003—2008)
- Аудрюс Сярусевичюс[лит.] (2008—2018)
- Моника Гарбачяускайте-Будрене[лит.] (2018-н.в.)

### Финансы
Около 75 % бюджета ЛРТ составляет финансирование из госбюджета, остальные средства компания получает от продажи рекламного времени и других коммерческих услуг.

## Телеканалы и радиостанции

### Общенациональные телеканалы общей тематики
- LRT Televizija — общая

Доступен во всех районах Литвы через эфирное (цифровое (DVB-T) на ДМВ, ранее — аналоговое (PAL на ДМВ, ещё более ранее — SECAM) на МВ), кабельное, спутниковое телевидение и IPTV на первом канале.

### Тематические общенациональные телеканалы
- LRT Plius[англ.] — культурно-образовательная

Доступны во всех районах Литвы через эфирное (цифровое (DVB-T) на ДМВ), кабельное, спутниковое и IPTV.

### Международные каналы
- LRT Lituanica[англ.] — иновещание

Доступен во всём мире через спутниковое телевидение.

### Общенациональные радиостанции общей тематики
- LRT Radijas[англ.] — общая тематика
- LRT Klasika[англ.] — тематика классической музыки
- LRT Opus[лит.] — молодёжная тематика

Доступен во всех районах Литвы через эфирное радиовещание (цифровое (DAB) на МВ и аналоговое на УКВ (УКВ CCIR, ранее — УКВ OIRT), ранее на СВ), а также Интернет, ранее через проводное радиовещание.